# پارک سی-هون
پارک سی-هون (انگلیسی: Park Si-hun؛ زادهٔ ۱۶ دسامبر ۱۹۶۵) بوکسور اهل کره جنوبی است.